# The Crying Game
The Crying Game ist ein Spielfilm des irischen Regisseurs und Drehbuchautors Neil Jordan aus dem Jahr 1992. Der Thriller basiert auf einem Original-Drehbuch Jordans und wurde u. a. von den Filmstudios British Screen Productions, Channel Four Films und Nippon Film Development and Finance Inc. produziert. Der Titel geht auf einen britischen Popsong von Dave Berry aus dem Jahr 1964 zurück, der im Film von einer der Hauptfiguren interpretiert wird. Eine Cover-Version des Songs durch Boy George (Culture Club) läuft im Film im Abspann.

## Handlung
Auf einem ländlichen Vergnügungspark in Nordirland entführen Mitglieder der irischen Untergrundarmee IRA den britischen Soldaten Jody, nachdem er von Jude, einem weiblichen Mitglied der Gruppe, mit der Aussicht auf Sex in einen entlegenen Teil des Parks gelockt wurde. Die Einheit beabsichtigt, Jody festzuhalten, bis ein inhaftiertes IRA-Mitglied freigelassen wird. Wenn ihrer Forderung nicht innerhalb von drei Tagen nachgekommen wird, soll er hingerichtet werden. Der eher sanfte Mitverschwörer Fergus, der von Maguire, dem Kopf der Gruppe, zur Bewachung von Jody abkommandiert wird, freundet sich schnell mit dem Afrobriten an. Jody erzählt ihm die Fabel vom Skorpion und dem Frosch. Er spürt die Hoffnungslosigkeit seiner Situation und zeigt Fergus ein abgenutztes Foto von sich und seiner schönen Freundin Dil und bittet ihn, nach seinem Tod nach ihr zu sehen. Als die britische Regierung auf die Forderungen der IRA nicht eingeht, wird Fergus der Auftrag erteilt, Jody zu töten. Fergus hadert mit sich. Als er zögert, das Todesurteil an Jody zu vollstrecken, kann dieser fliehen.

Auf der Flucht vor Fergus durch den Wald wird Jody versehentlich von einem vorbeifahrenden britischen Truppentransporter überfahren und dadurch getötet. Die britische Armee greift unterdessen das Versteck die IRA-Einheit an. Fergus schafft es zu entkommen und reist unter dem Decknamen „Jimmy“ nach London, wo er Arbeit auf dem Bau findet. Ein paar Monate später begegnet Fergus Dil in einem Friseursalon, wo sie als Friseurin arbeitet. Er folgt ihr in eine Schwulenbar, und sie flirten, wobei sie den Barmann Col als Vermittler nutzen. Die verführerische und sinnliche Dil zieht Fergus so sehr in ihren Bann, dass er die Botschaft des Toten verschweigt. Sie nimmt ihn mit in ihre Wohnung, die mit einer Installation mit Jodys Porträts und Erinnerungsstücken an den Geliebten geschmückt ist. Als sie kurz davor stehen, intim zu werden, zieht Dil ihre Kleider aus und enthüllt, dass sie Transgender ist.

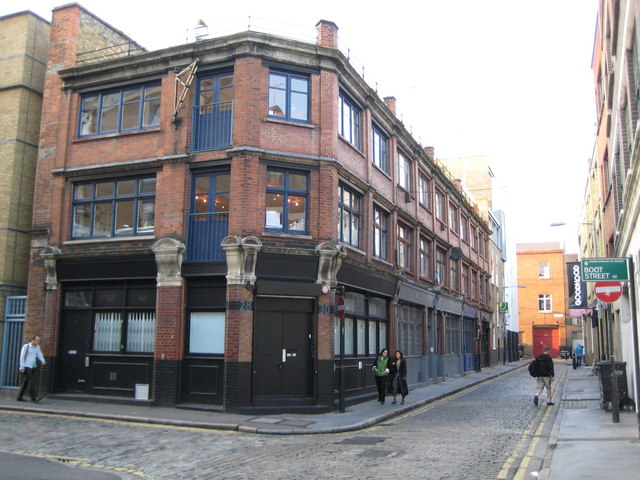
Drehort für die Metro Bar, in der Dil auftritt: Coronet Street, Hoxton, London N1

 Fergus, zunächst abgestoßen, reagiert heftig, schlägt sie und ergreift schockiert die Flucht. Er versucht, sich von Dil fernzuhalten, fühlt sich aber nach wie vor zu ihr hingezogen. Fergus’ Lage verkompliziert sich, als die zwei vermeintlich toten Kombattanten Jude und Maguire bei ihm auftauchen. Die beiden planen ein Attentat auf einen Londoner Richter und wollen Fergus die Ausführung der Tat übertragen. Fergus weigert sich zunächst, doch die skrupellose Jude zwingt ihn dazu, indem sie droht, Dil andernfalls etwas anzutun.
Vergeblich versucht Dil aus Fergus herauszubringen, was er ihr verheimlicht, wovor er Angst hat. Am Tag des geplanten Attentats wird Fergus von Dil ans Bett gefesselt und festgehalten. Sie hat mittlerweile herausgefunden, welche Verbindung Fergus zu Jody hatte, liebt den melancholischen Iren aber trotzdem. Als Fergus nicht wie verabredet auftaucht, versucht Maguire selbst, den Richter zu erschießen, wird dabei jedoch von dessen Leibwächtern erschossen. Jude kann vom Tatort entkommen und dringt, auf der Suche nach Rache, bewaffnet in Dils Wohnung ein. Dil erschießt sie, nachdem sie von ihrer Beteiligung an Jodys Tod erfahren hat. Fergus drängt Dil zur Flucht, verwischt ihre Spuren am Tatort, stellt sich der Polizei als vermeintlicher Mörder Judes, um sie vor dem Gefängnis zu bewahren. Monate später besucht Dil Fergus im Gefängnis und fragt, warum er sich für sie entschieden hat. Er antwortet: „Wie ein Mann einmal sagte, es liegt in meiner Natur“ und beginnt, die Fabel vom Skorpion und dem Frosch zu erzählen.

## Entstehungsgeschichte
Das Casting für den Part von Dil stellte sich als extrem schwierig für die Filmemacher dar, Stanley Kubrick warnte sogar seinen Freund Neil Jordan, dass die Rolle nicht zu besetzen sei. Aufmerksam auf Jaye Davidson wurde Casting-Director Susie Figgis erst durch einen Tipp von Regisseur Derek Jarman. Davidson sei auf einer Kostümparty zu Jarmans Film Edward II „entdeckt“ und dort angesprochen worden, ob er Interesse habe, an einem Casting teilzunehmen. Zu diesem Zeitpunkt arbeitete er als Assistent in der Modebranche.

## Synchronisation
Die deutsche Vertonung fand bei der Neue Tonfilm München statt. Pierre Peters-Arnolds schrieb das Dialogbuch und führte die Dialogregie.
| Rolle  | Schauspieler       | Synchronsprecher   |
| ------ | ------------------ | ------------------ |
| Fergus | Stephen Rea        | Martin Umbach      |
| Jody   | Forest Whitaker    | Ekkehardt Belle    |
| Dil    | Jaye Davidson      | Sandra Schwittau   |
| Jude   | Miranda Richardson | Katharina Lopinski |

## Produktion, Verleih, Einspielergebnisse
Neil Jordans Drehbuch wurde von vielen Filmstudios wegen der unerwarteten Wendung im Plot abgelehnt; im Nachhinein begründete diese aber den finanziellen Erfolg des Films. Eine intelligente und provokative Werbekampagne von Miramax machte sich das Geheimnis um Jaye Davidsons Figur zunutze, und The Crying Game belegte wochenlang Platz 3 der US-Kinocharts. Die auf 2,3 Mio. US-Dollar geschätzte Produktion spielte allein in den USA 62 Mio. US-Dollar an den Kinokassen ein. In Deutschland konnte der Film seinerzeit nicht an den Erfolg in den USA und Großbritannien anknüpfen.
2017 brachte das BFI eine DVD- und eine Blu-Ray-Fassung des Films heraus, ergänzt um umfangreiches Bonus-Material (Making of, die alternative Fassung des Filmendes) sowie einem ausführlichen Interview mit Neil Jordan und einem 32 Seiten umfassenden Booklet.
Der Film ist im deutschen Vertrieb der Marke Arthaus+ von Studiocanal und wird dort neben DVD- und Blu-Ray-Fassungen auch im Streaming angeboten.

## Rezeption
Kay Weniger befand in Das große Personenlexikon des Films, The Crying Game orientiere sich, „wie schon knapp zehn Jahre zuvor Angel, an der alltäglichen, (nord)irischen Realität von Gewalt, Haß und Rache. In einer raffiniert konstruierten Geschichte“ erzähle The Crying Game „von einem IRA-Zuarbeiter, unter dessen Augen ein in Nordirland stationierter, von der IRA gefangengenommener, farbiger, britischer Soldat bei einem Unglück ums Leben kommt.“ (...) „Mit traumwandlerischer Leichtigkeit“ spiele „der Regisseur mit den verschiedenen Ebenen von Freund- und Feindschaft, Schuld und Verlangen, Offenheit und Verschweigen, Schein und Sein.“ The Crying Game, „getragen von einer erlesenen (bis dahin weitgehend unbekannten) Schauspielerschar“, habe „sich vor allem in Europa als ein außergewöhnlicher Kritikererfolg“ erwiesen.
Auch das Lexikon des internationalen Films erkannte im Film eine „faszinierend erzählte und ausgezeichnet gespielte Geschichte eines jungen Mannes, dessen Selbstfindung und Entscheidungsfähigkeit mit den von außen hereinbrechenden Ereignissen kaum Schritt halten kann; zudem eine hervorragende wie lustvolle Reflexion über Schein und Sein.“
The Crying Game wurde in zahlreichen Analysen im Bereich der Queer- und Gender Studies und auch der feministischen Filmwissenschaft besprochen. Irina Gradinari fasst einige dieser Positionen in einem Aufsatz aus dem Jahr 2022 zusammen. Darin vertritt sie die Auffassung, dass dies an der „Mehrdeutigkeit des Films“ und daran liegen könnte, dass er einer der ersten Filme war, „die einerseits Queerness nicht in einen pathologisierenden Rahmen setzten und andererseits, im Gegenteil zum New Queer Cinema, die Queer-Problematik für den Mainstream anschlussfähig machten. Der Film“ könne „so als Vorreiter der aktuellen, expliziten Markierungen der Queerness im populären Film sowie in Serien angesehen werden.“

## Trivia
- Während der Produktion lief der Film unter dem Arbeitstitel The Soldier’s Wife (deutsch: „Die Soldatenfrau“).[10][11]
- Produzent Stephen Woolley war zum Zeitpunkt der Dreharbeiten Besitzer des Kinos Scala in London King’s Cross. Als es zu Problemen bei der Finanzierung mit dem niedrigbudgetierten Film kam, borgte sich Woolley Geld aus den Gewinnen seines Kinos, um die Produktion am Laufen zu halten.[12]
- Eine Geschichte besagt, ein paar Wochen nach Drehbeginn sei Jaye Davidson erkrankt, und der zum Filmset gerufene Arzt habe Regisseur Neil Jordan gefragt, ob die Schauspielerin möglicherweise schwanger sein könnte.[13][14]
- Zentral im Film ist die Fabel vom Skorpion und vom Frosch. Zuerst wird sie von Jody (Forest Whitaker) erzählt. Zum zweiten Mal erzählt sie Fergus im Gefängnis.[15]

## Auszeichnungen
Neil Jordans originelle Mischung aus Psychothriller und Liebesgeschichte stellte sich nach der Premiere in Großbritannien zunächst als Flop heraus, erzürnte und entzückte aber 1992 das Kinopublikum in den USA und stand in der Gunst der Kritiker. Ein Jahr später wurde The Crying Game für sechs Academy Awards nominiert, hatte aber seinerzeit gegenüber Clint Eastwoods Western Erbarmungslos und James Ivorys Romanadaption Wiedersehen in Howards End das Nachsehen. Dennoch wurde Neil Jordan für sein doppelbödiges Drehbuch mit dem Academy Award ausgezeichnet. Außerdem wurde der Film mit dem British Academy Film Award als beste britische Produktion des Jahres prämiert. Der Film wurde 1999 vom British Film Institute auf Platz 26 der besten britischen Filme des 20. Jahrhunderts gewählt.
Oscar 1993
- Bestes Original-Drehbuch

Nominiert in den Kategorien
- Bester Film
- Beste Regie
- Bester Hauptdarsteller (Stephen Rea)
- Bester Nebendarsteller (Jaye Davidson)
- Bester Schnitt

British Academy Film Awards 1993
- Bester britischer Film

Nominiert in den Kategorien
- Bester Film
- Beste Regie
- Bester Hauptdarsteller (Stephen Rea)
- Bester Nebendarsteller (Jaye Davidson)
- Beste Nebendarstellerin (Miranda Richardson)
- Bestes Original-Drehbuch

Golden Globe Awards 1993
- nominiert als bester Film – Drama

Weitere
ASCAP Film and Television Music Awards 1994
- Top Box Office Film

Amanda Awards 1993
- Bester ausländischer Film

Australian Film Institute 1993
- Bester ausländischer Film

Directors Guild of America Award 1993
- nominiert in der Kategorie „Beste Regie“

Edgar Allan Poe Awards 1993
- nominiert als bester Film

Europäischer Filmpreis 1993
- Best Achievement

Goya 1994
- nominiert als bester europäischer Film

Independent Spirit Awards 1993
- Bester ausländischer Film

London Critics Circle Film Awards 1993
- Bester britischer Regisseur des Jahres
- Bester britischer Produzent des Jahres
- Bester britischer Drehbuchautor des Jahres

Los Angeles Film Critics Association Awards 1992
- Bester ausländischer Film

National Board of Review 1992
- Vielversprechendstes Schauspieldebüt (Jaye Davidson)

National Society of Film Critics 1993
- Bester Hauptdarsteller (Stephen Rea)

New York Film Critics Circle Awards 1992
- Beste Nebendarstellerin (Miranda Richardson)
- Bestes Drehbuch

PGA Golden Laurel Awards 1993
- Filmproduzent des Jahres

Writers Guild of America 1993
- Bestes Original-Drehbuch

Writers’ Guild of Great Britain 1993
- Bestes Drehbuch (Film)